# Slaget om Storbritannien
För andra betydelser, se slaget om Storbritannien (olika betydelser).
Slaget om Storbritannien (engelska: Battle of Britain, tyska: Luftschlacht um England eller Luftschlacht um Großbritannien) var ett försök av Tysklands flygvapen (Luftwaffe) att under andra världskriget skaffa sig kontroll över brittiskt luftrum och krossa brittiska flygvapnet (RAF). Andrahandsmålet var att förstöra fabriker för flygplanstillverkning och tvinga Storbritannien till neutralitet eller kapitulation. Operationerna startade som en förberedelse för en planerad invasion av landet, kallad Operation Seelöwe.
Den period som i Storbritannien kallas the Blitz inleddes den 7 september 1940 genom ett anfall mot London och varade till maj 1941 då Luftwaffe drog bort sina bombplansenheter för att förbereda anfallet mot Sovjetunionen.

## Bakgrund

### Dunkerque

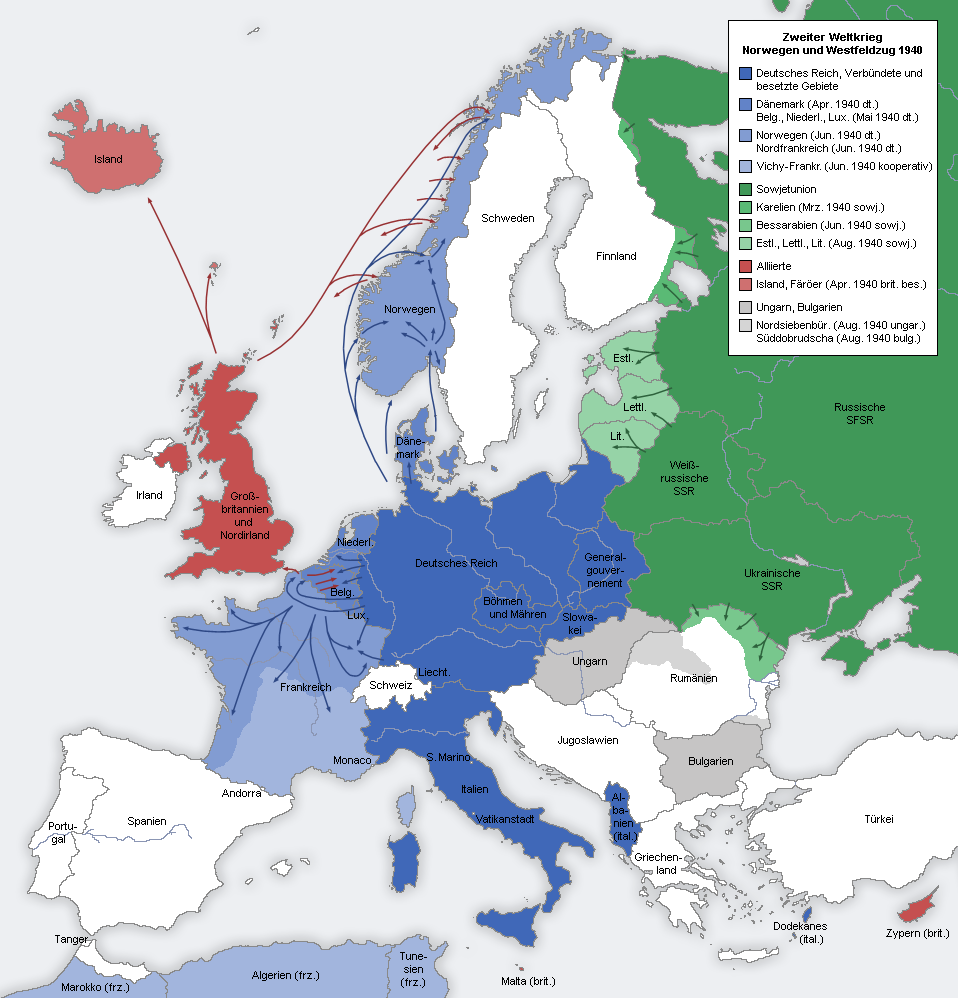
Situationen i Europa 1940.

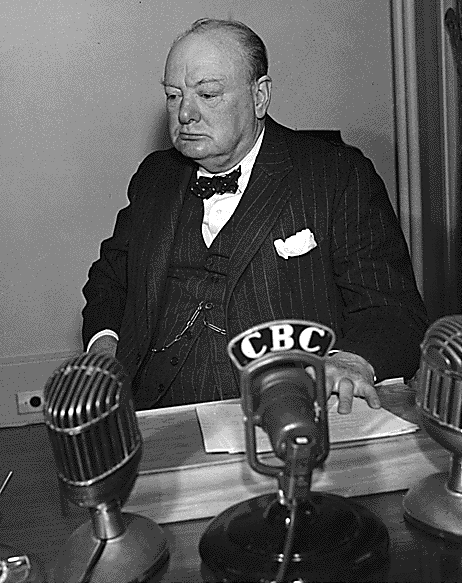
Winston Churchill vid en konferens i Québec, augusti 1943.

När evakueringen av brittiska och franska styrkor från Dunkerque genomförts (29 maj till 4 juni 1940) och Frankrike kapitulerat (22 juni 1940) var den tyska ledningen osäker om vad som borde komma härnäst. Adolf Hitler trodde att kriget var över och att britterna, som var besegrade på kontinenten, skulle komma till förhandlingsbordet tämligen snart. Det fanns i Storbritannien en tämligen stor opinion som var positiv till förhandlingar med Tyskland, medan premiärminister Winston Churchill fullständigt vägrade att höra talas om ett vapenstillestånd med dem. Han stärkte den allmänna opinionen mot en fredlig lösning och förberedde britterna på ett långt krig. I ett tal i underhuset den 18 juni konstaterade han: Det som general Weygand kallade slaget om Frankrike är över. Jag förväntar mig att slaget om Storbritannien snart kommer att börja.

### Planer på invasion
Det brittiska avvisandet av de tyska kraven var mycket tydliga och för att åstadkomma ett slut på kriget i väster beordrade Hitler ett framtagande av en plan för invasion. Han hoppades att skrämma britterna till fred innan en invasion ens skulle behöva vara nödvändig. Planen togs fram av OKW (Krigsmaktens överkommando) och den fick täcknamnet Operation Seelöwe (Sjölejon). Invasionen skulle enligt planen genomföras i mitten av september och krävde en landsättning på den brittiska sydkusten som skulle stöttas av ett kraftigt flyganfall.

### Operation Seelöwe
Seelöwe var emellertid en tämligen oduglig plan – den saknade resurser framför allt i form av sjötransportmedel. Dessutom fanns en stor oenighet mellan armén och Kriegsmarine. Armén ville landstiga på bred front för att lättare kunna bryta sig ur brohuvudet, medan marinen endast kunde tänka sig att skeppa över mindre förband till en mycket smalare brohuvud. Med det hot som den brittiska flottan skulle utgöra vid en hel dags sjötransport över Engelska kanalen tycktes det inte finnas ens skuggan av möjlighet att genomföra den såvida inte Luftwaffe kunde tillskansa sig ett fullständigt luftherravälde. Med tysk kontroll av luftrummet kunde Royal Navy slås ut och därmed möjliggöra överskeppning av arméstyrkor. Den första uppgiften var alltså att besegra RAF och därmed kunna få full rörelsefrihet. Av denna anledning upprättades en plan som innebar anfall mot brittiska flygfält och flygplansfabriker. Luftwaffes befälhavare riksmarskalken Hermann Göring kallade sin plan Adlerangriff (Örnanfallet) och det skulle börja den 12 augusti med ett omfattande storanfall.

### Inledningen på slaget om Storbritannien
Innan starten av Adlerangriff kom en hel månad av anfall mot konvojer i Engelska kanalen. Den perioden kallades av tyskarna för Kanalkampf (kanalkampen) och var avsedd att testa RAF:s försvar och locka upp brittiska jaktplan till strid. Dessa attacker började den 10 juli som av britterna har blivit den dag som anses inleda slaget om Storbritannien.

## Luftwaffes strategi

### Det strategiska flygkriget
Den tyska strategin influerades av teorier om strategisk bombning från tiden före kriget, utformade av den ledande flygstrategiske tänkaren, den italienske flyggeneralen Giulio Douhet. Den betonade luftangreppet, luftförsvarets svaghet och terrorbombningens effekt på den allmänna moralen. Efter deltagandet i spanska inbördeskriget hade tonvikten i stället svängt över mot ett mera taktiskt flygvapen. I Polen och Frankrike hade Luftwaffe opererat i samverkan med armén och därigenom skapat förutsättningarna för blixtkrig. I ett slag om Storbritannien skulle emellertid Luftwaffe tvingas att agera helt självständigt och genomföra sin uppgift utifrån egen kraft. Denna insats gav Göring utomordentliga möjligheter att bevisa och testa vad hans flygvapen kunde åstadkomma när det gällde strategisk bombning.
Luftwaffe omgrupperades efter det avslutade slaget om Frankrike i tre luftflottor på Storbritanniens södra och norra flanker.
- Luftflotte 2, som stod under befäl av generalfältmarskalk Albert Kesselring, ansvarade för bombandet av sydöstra England och London-området.
- Luftflotte 3, under befäl av generalfältmarskalk Hugo Sperrle hade ansvaret för Midlands, västra och nordvästra England.
- Luftflotte 5, som leddes av generalöverste Hans-Jürgen Stumpff från hans högkvarter i Norge, hade ansvaret för norra England och Skottland.

Allt eftersom slaget fortlöpte kom ansvaret att förskjutas så att Luftflotte 3 fick ta ansvaret för den nattliga bombningen, medan huvudanfallet föll på Luftflotte 2.

### Oenighet bland tyska generaler
Inledande tyska beräkningar menade, att det skulle ta fyra dagar för att besegra RAF:s jaktplanskommando – Fighter Command. Det skulle följas av fyra veckors upprensningsaktioner mot resten av landet, där bombplan och långdistansjaktplan skulle radera ut flygindustrin. Planens intention var att börja anfallen mot de flygbaser, som låg närmast kusten i söder och därefter gradvis vandra inåt landet mot London och den ring av flygbaser, som skyddade huvudstaden. På det stora hela följde tyskarna detta schema, men befälhavarna hade något divergerande uppfattningar om strategin. Sperrle ville slå ut luftförsvarets infrastruktur genom bombning, medan Kesselring förordade ett direkt anfall mot London och att attackera den brittiska regeringen och locka upp brittiska jaktplan till avgörande strider. Göring, som hade nog med besvär med att upprätthålla sin egen maktposition inom Luftwaffe gjorde inget för att klargöra vad som gällde och ägnade sig i stället åt sina egna urmodiga idéer om luftstrid, vilket så småningom kom att leda till taktiska och strategiska misstag.

### Misslyckat spioneri

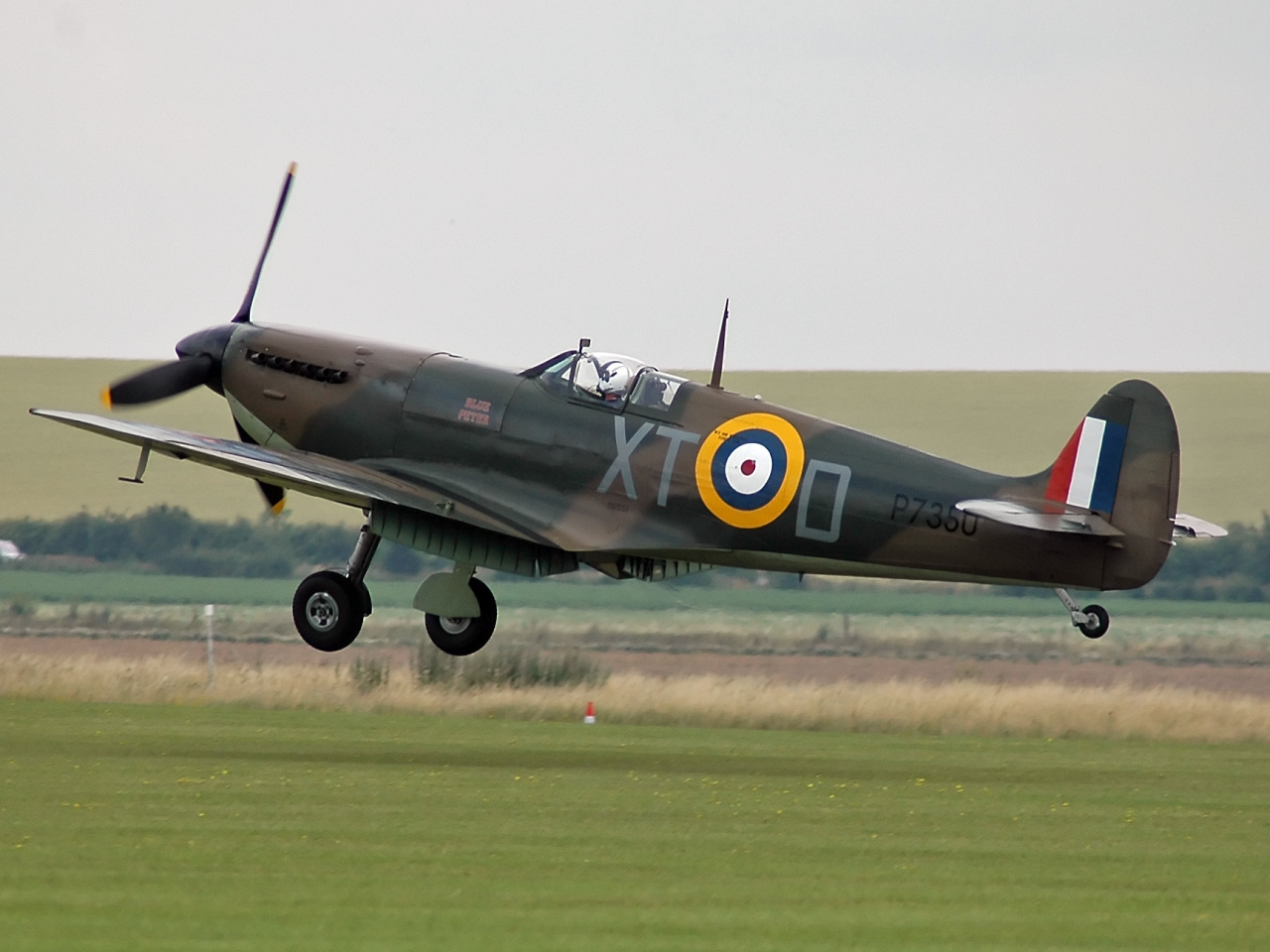
En Supermarine Spitfire Mk IIA. Plan nummer P7350 (Battle of Britain Memorial Flight) är den enda kvarvarande, flygande Spitfiren som deltog i slaget om Storbritannien.

Luftwaffe var dessutom dåligt förberett genom avsaknaden av information om det brittiska försvaret. Det tyska underrättelseväsendet var upphackat i delar – och stördes av den rivalitet som rådde. Dess genomsnittliga prestation var enligt brittisk uppfattning klart amatöraktig. 1940 fanns det bara några få underrättelseagenter som verkade i Storbritannien, om ens det. De försök som gjordes att plantera in spioner i landet spräcktes i ett tidigt skede. Det här innebar att Luftwaffe inte hade någon som helst färsk information om de brittiska luftförsvarsanläggningarna, speciellt när det gällde viktiga kommando- och kontrollsystem som hade installerats de sista åren före kriget. Dessutom ignorerades korrekt information om jaktförsvarets styrka och förmåga om den inte stämde överens med vad de visste sedan tidigare. Vid ett flertal tillfällen trodde ledningen att Fighter Command hade kollapsat och de övervärderade resultaten av strider mellan egna och brittiska jaktplan så att den högsta ledningen blev mer och mer fjärmad från verkligheten. Allt detta ledde till att de inte hade någon klok strategi ens när RAF hade blivit inträngt i ett hörn.

## Dowdings system

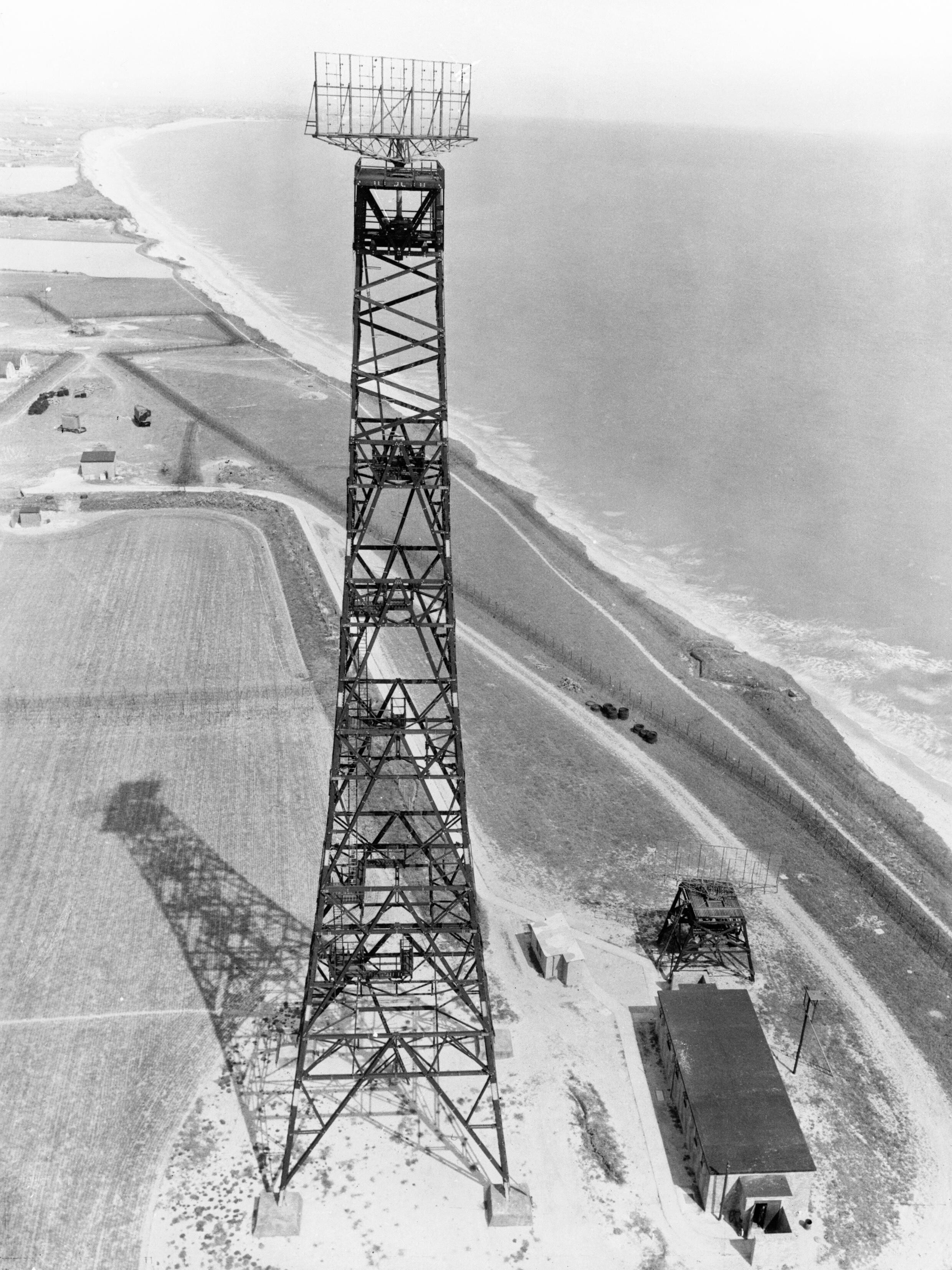
En radarstation av typen Chain Home Low vid Hopton-on-Sea. Bilden är tagen 1945.

Slaget om Storbritannien har kommit att göra RAF:s jaktplan  Spitfire och Hurricane till legender. Det går emellertid inte att bortse från att systemet för upptäckande av fientliga plan och ledning av striden, motsvarande det som idag kallas stridsledning och luftbevakning på svenska, var den verkliga hörnstenen som luftförsvaret byggde på. Det är känt som Dowdings system efter sin chefsarkitekt flygmarskalken Sir Hugh Dowding, som ledde RAF:s Fighter Command.

### Radarstationer

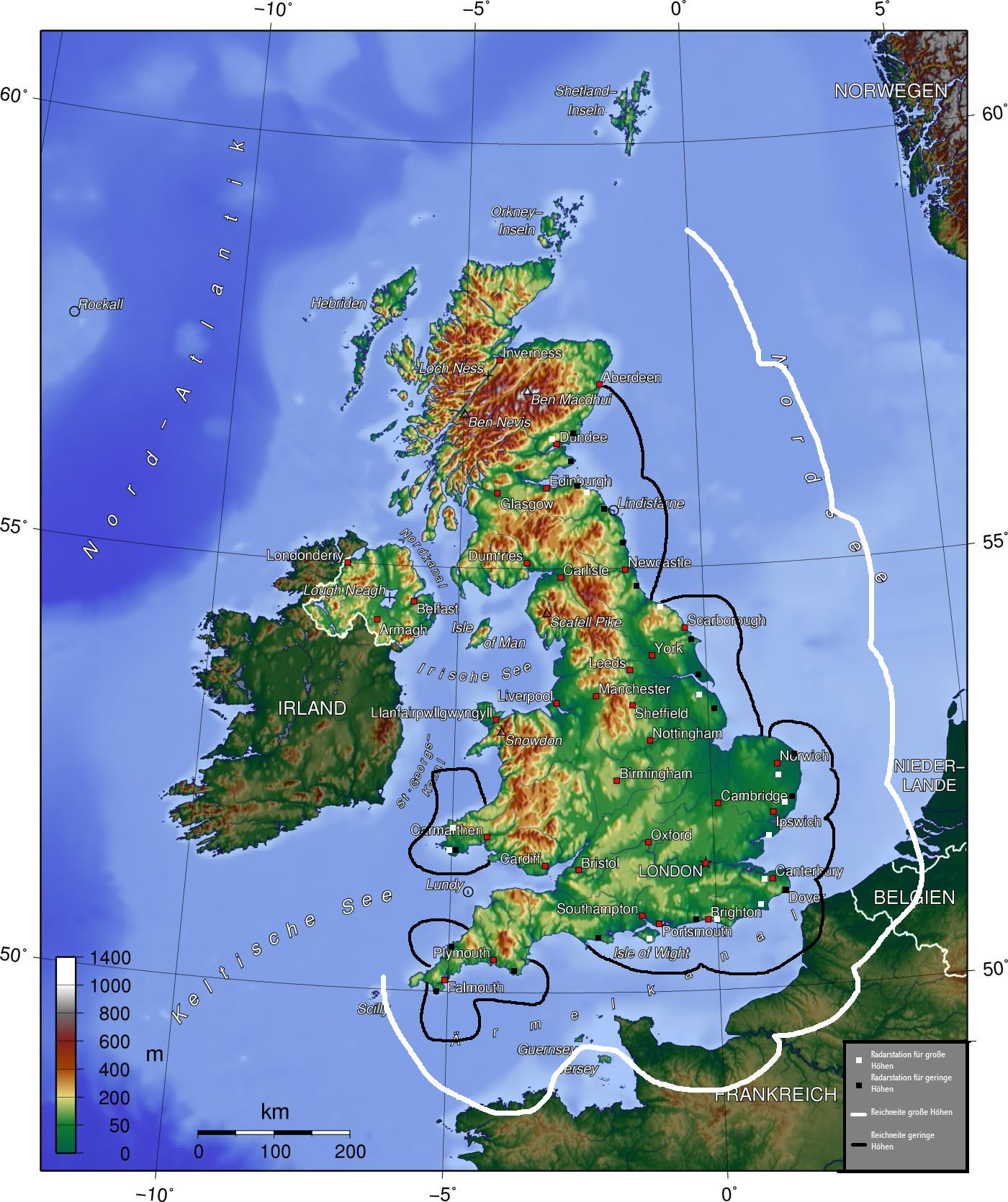
Brittiska radarövervakningen.

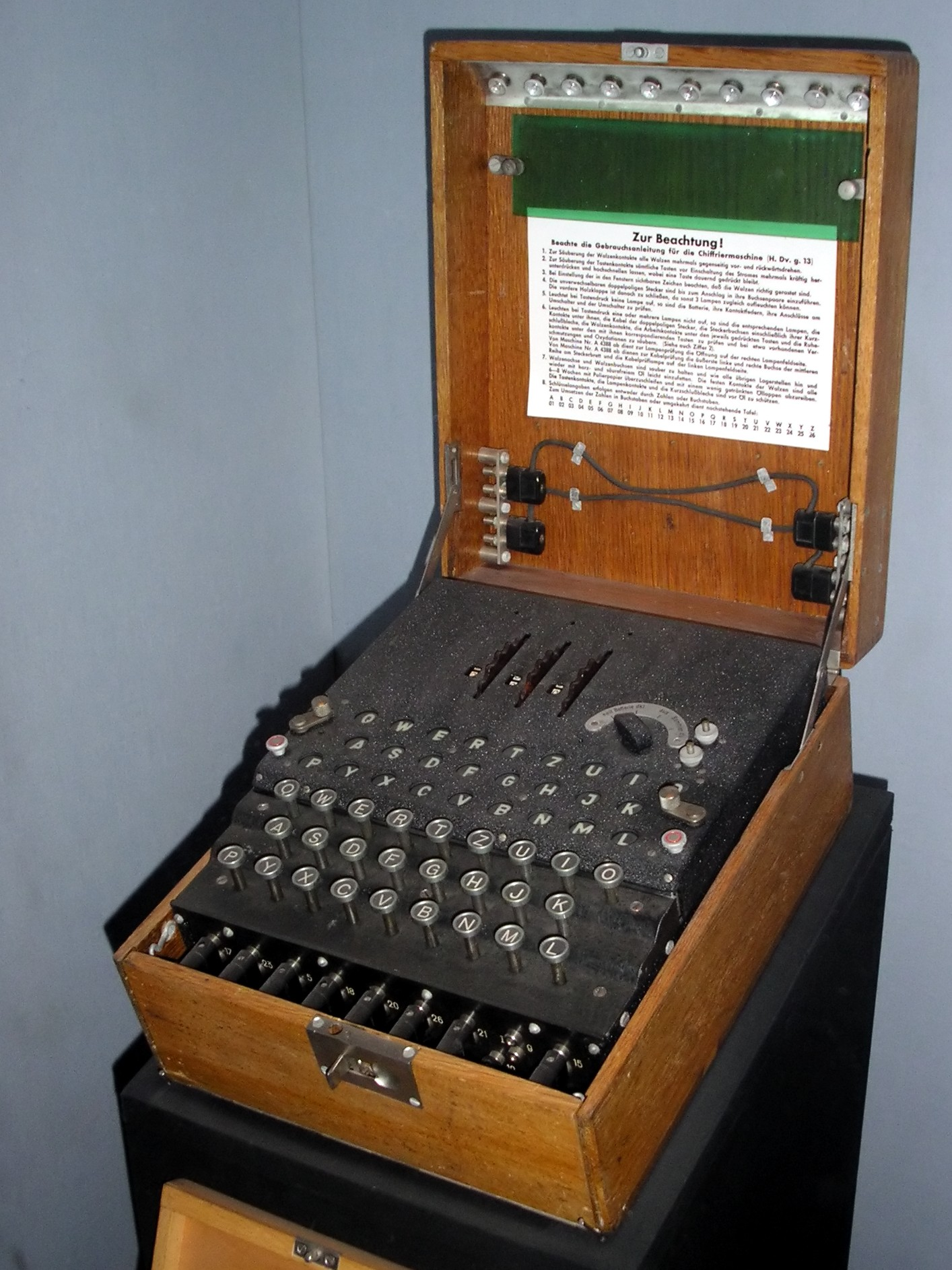
Enigma.

Dowdings system byggde på ett tidigt upptäckande av fientlig flygverksamhet. En lång rad av radarstationer längs den södra kusten bevakade luftrummet över Frankrike och kunde varna när flygformationer började byggas upp och startade sin rörelse mot den brittiska sydkusten. Som komplettering av radarbevakningen fanns en kår av observatörer - drygt 1 000 observationsposter, som kunde fånga flygplansrörelserna visuellt från sina bevakningsplatser. De rapporter, som flöt in från radarstationerna och observatörerna samlades upp av filtreringsstationer, som sorterade och organiserade informationen. Den sändes därefter vidare till jaktflygets högkvarter i Stanmore och även till varje jaktflygeskader. Informationen markerades på så kallade plottingbord – stora kartor där inkommande flygrörelser kunde följas av flygstridsledare, som beordrade insatser av jaktflyg från lämpliga divisioner.

### Enigma
Det har ibland sagts att den chiffermaskin, Enigma, som polska och brittiska matematiker lyckades forcera skulle ha haft stor inverkan på slagets utgång. Det är nog snarare så att den information som britterna kunde erhålla den vägen var mera att betrakta som förhandsinformation om de tyska planerna på kommande insatser. En annan viktig informationskälla var den avlyssning av Luftwaffes radiotrafik som i tidigt skede varnade för kommande anfall.

### RAF:s organisation
Det brittiska luftrummet var indelat i fyra eskadrar (10:e i sydvästra England, 11:e i sydöstra England, 12:e i Midlands och 13:e i Skottland), vilka i sin tur delades upp i sektorer, som var och en till sitt förfogande hade i allmänhet två till fyra jaktdivisioner (se nedan). Sektorstationen med sin ledningsstab var hjärtat i organisationen, men den hade också tillgång till ett antal satellitflygfält dit de kunde sprida sina divisioner vid behov. De flesta av dessa fält hade inga permanenta banor utan bestod av jämna gräsfält, vilket var möjligt med de plan som användes under andra världskriget. När information från den centrala luftförsvarsledningen kom till eskadrarnas ledningsstab, sände den ut filtrerad information till de olika sektorsstationerna med instruktioner att vidta åtgärder genom att göra sina divisioner luftburna. Väl i luften dirigerades planen via radio från sektorns stridsledning.

### Tekniska begränsningar
Trots att detta system var det mest sofistikerade luftförsvarssystemet i världen vid denna tid, hade det sina begränsningar. Radarstationerna råkade då och då ut för allvarliga tekniska fel och kedjan av observatörer hade av naturliga skäl svårigheter att upptäcka och följa fientlig flygverksamhet nattetid och vid dålig väderlek – en inte alltför ovanlig situation i Storbritannien. Möjligheten till radiokommunikation var starkt begränsad eftersom de använde sig av kortvåg med begränsad räckvidd, vilket bland annat hindrade kommunikation med divisioner, som flög nära kusten (sektorstationerna låg en bit inne i landet). Varje division hade sin egen frekvens, vilket omöjliggjorde kommunikation mellan divisioner och till sist hade systemet för att känna igen de egna planen, som gick under benämningen ”Huff-Duff”, en begränsning till fyra divisioner från samma sektor samtidigt i luften.

### Effektiv bekämpning
Trots allt detta lyckades jaktflyget uppnå en mycket hög effektivitet med tidvis upp till 80% bekämpning av fientligt flyg. Problemen med radiokommunikationen löste sig så småningom när de övergick till ultrakortvåg, som både gav bättre ljudkvalitet och fler kanaler. Trots sina brister var det brittiska systemet bättre än det tyska, som egentligen helt saknades vid den tiden.

## Anfallen

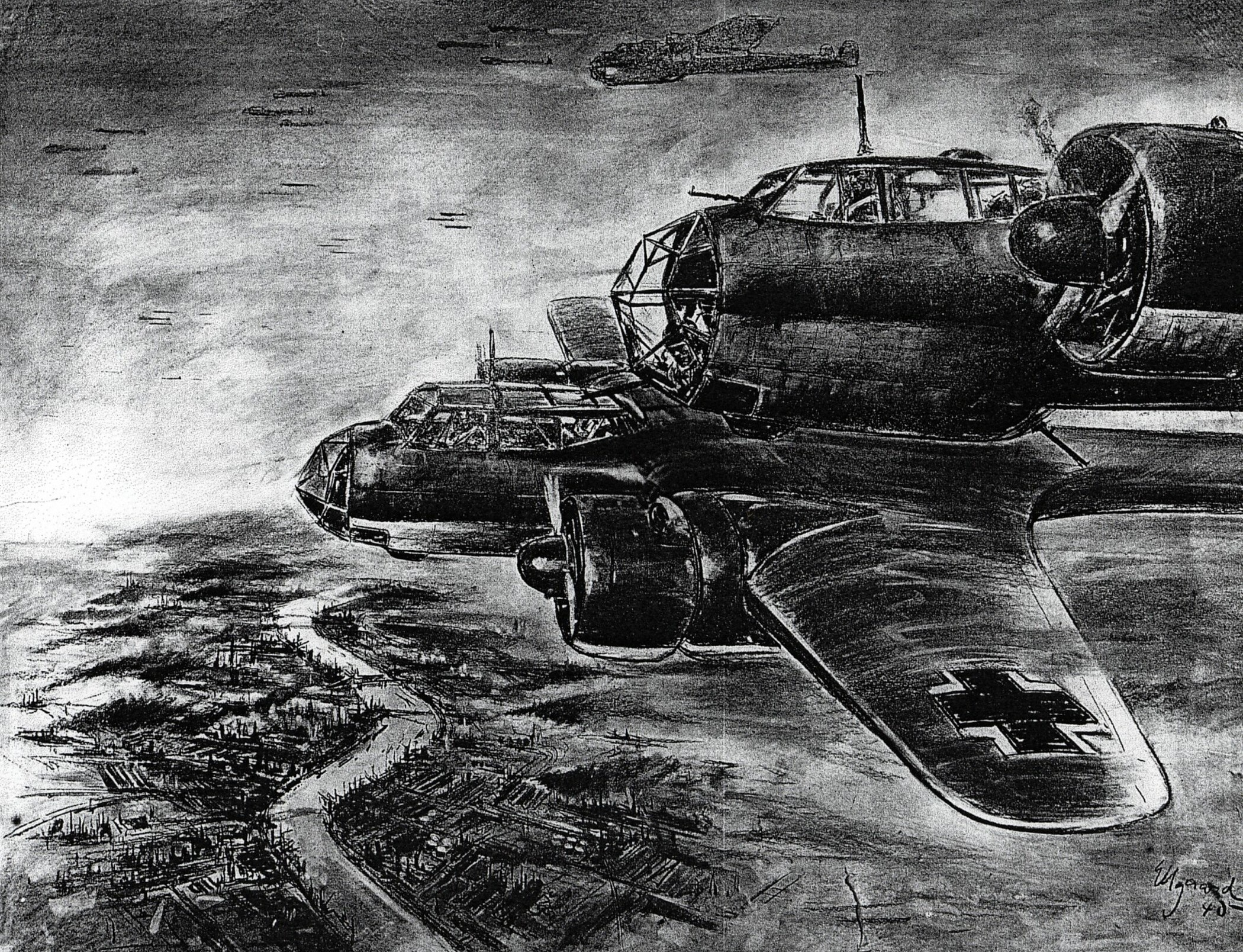
Tysk illustration: "Do 17-Geschwader über London, 1940" av krigsreportern Helmuth Ellgaard.

Slaget om Storbritannien kan i grova drag indelas i fyra faser.
- 10 juli–11 augusti – Angreppen på fartyg i Engelska kanalen – Kanalkampf
- 12 augusti–23 augusti – Angreppen på flygfälten nära kusten – Adlerangriff
- 24 augusti–6 september – Angreppen på alla flygfält
- 7 september–21 maj 1941 – En serie bombanfall mot London och andra städer, the Blitz

### Attack mot konvojer

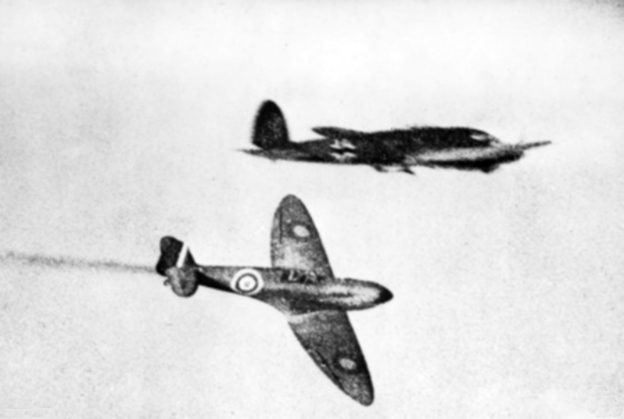
Bild från en luftstrid mellan en Supermarine Spitfire (i förgrunden) från RAF och ett tyskt, medeltungt bombplan av typen Heinkel He 111, tagen under slaget om Storbritannien, 1940.

Kanalkampf innehöll en serie av strider ovanför konvojer av fraktfartyg som gick genom Engelska kanalen. I stort sett kom dessa strider att i första hand gynna tyskarna, som hade en jakteskort som kraftigt överskred antalet brittiska plan i konvojpatrullerna. Antalet sänkta fraktfartyg blev till sist så stort att det brittiska amiralitetet ställde in alla konvojer genom kanalen. Perioden gav också vissa erfarenheter för både brittiska och tyska flygvapnet. Vissa plan dög helt enkelt inte i de intensiva strider som karakteriserade stridsverksamheten.

### Attack mot radarstationer
Den 12 augusti hade i den tyska planen kallats för Adlertag, starten av Adlerangriff, men vädret försenade starten en dag. Luftwaffe gjorde visserligen ett försök att den 12 augusti slå ut kustradarstationerna genom ett specialanfall med precisionsbombning. Fyra stationer träffades och togs temporärt ur drift, men de kunde redan inom sex timmar åter vara i tjänst och Luftwaffes ledning fick intrycket att det var mycket svårt att slå ut radarn.

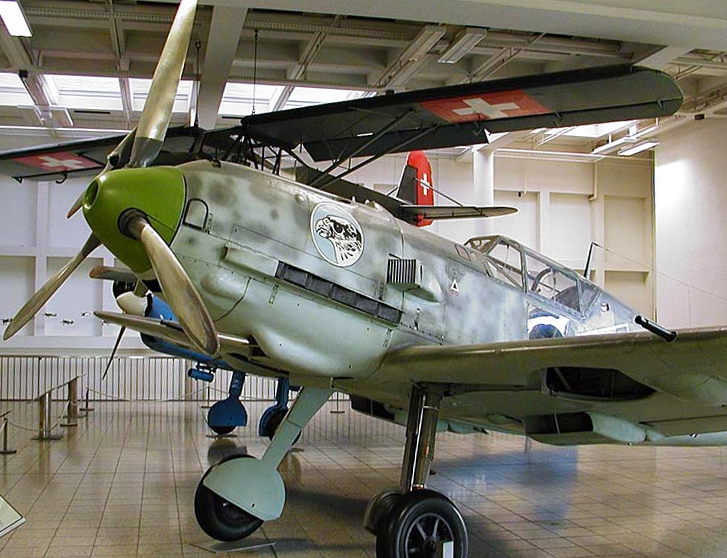
Messerschmitt Bf 109E.

Adlertag startade med en serie attacker mot flygfälten närmast kusten. Under veckans lopp flyttades anfallen längre inåt land men även ett antal räder gjordes mot radarlinjen. Den 15 september inträffade det som britterna kallar Den största dagen då Luftwaffe genomförde det största antalet flyguppdrag på en dag. Det är den dag, som britterna än i dag firar som Battle of Britain Day. Det här var den dag som Luftflotte 5 gjorde sin enda stora insats i slaget. I tron att praktiskt taget alla brittiska jaktplan skulle vara upptagna i södra England gjorde de en omfattande attack mot norra England eskorterade av endast Me 110 attackplan, vilket fick till följd att de tyska bombplanen sköts ned i stort antal. Som en följd av denna katastrof kom Luftflotte 5 aldrig mera att göra några allvarliga insatser i striderna. Tre dagar senare såg de största förlusterna på båda sidor och den dagen har fått namnet Den värsta dagen. Till följd av de stora förlusterna den 18 augusti, utmattning och uselt väder blev den följande veckan tämligen lugn och gjorde det möjligt för Luftwaffe att återställa sin kraft. 
Erfarenheterna från bombningarna visade att det tyska bombplanet Ju 87 Stuka var för långsamt och ett lätt mål för de engelska jaktplanen. Hermann Göring beslutade därför att dra bort det från verksamheten. Därmed försvann Luftwaffes huvudsakliga precisionsbombare från scenen och eftersom Me 110 hade visat sig för långsamt och sårbart i striderna mot de snabba brittiska jaktplanen skars även dess uppträdande ner. Me 110 kom att bli använt endast när flygavståndet krävde det eller när det inte gick att få fram tillräcklig eskort i form av den snabba Messerschmitt Bf 109.

### Misstag av Göring

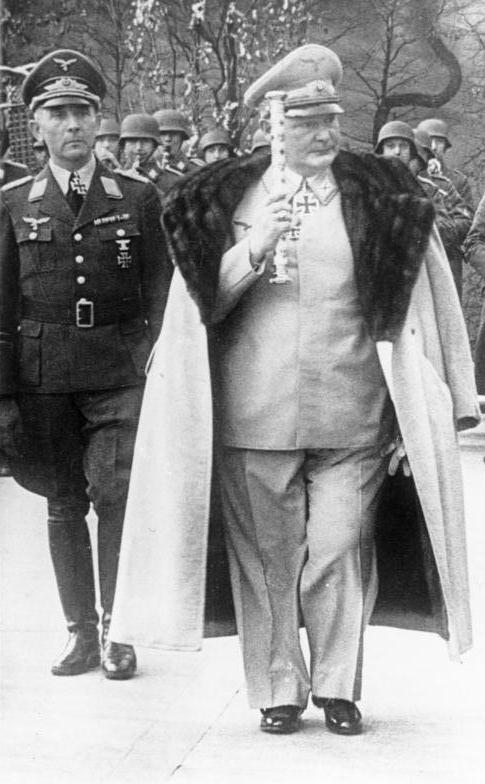
Chefen för Luftwaffe, Hermann Göring (t.h).

Göring fattade ytterligare ett fatalt beslut. Han beordrade mera omfattande eskort av bombplan på bekostnad av fritt jagande jaktplan. För att åstadkomma detta fick Luftflotte 2 huvudansvaret för bombningar och huvuddelen av de Me 109-plan som fanns i Luftflotte 3 fördes över till Kesselrings förband. Eftersom Luftflotte 3 därmed nästan saknade jakteskort fick den koncentrera sig på nattuppdrag. Anfallen mot radarstationerna avslutades också eftersom de ansågs vara utan verkan och varken den tekniskt inkompetente riksmarskalken eller hans närmaste underordnade förstod vikten av radarstationerna för det brittiska luftförsvaret.

### Allierade piloter
Den 24 augusti och den närmaste tiden därefter inriktades de tyska anfallen i huvudsak mot de flygfält och sektorstationer som låg i sydöstra England och i närheten av London. Av de 33 stora anfall som genomfördes de närmaste två veckorna var 24 riktade mot flygfält och flera av dem drabbades av upprepade anfall. Ett bevis på den svaga tyska underrättelsetjänsten i Storbritannien är de sju anfall som gjordes mot ett fält som inte hade det minsta med jaktförsvaret att göra. Den här perioden var mycket kritisk för Dowdings system och inte bara flygfälten var utsatta för stora problem utan även flygverksamheten var i fara eftersom den råkade ut för stora förluster bland den flygande personalen. Många gånger hände det att nyinsatta färska piloter sköts ned i klasar. Situationen hjälptes av att piloter från andra länder kom att täcka upp vakanser i de brittiska leden. Förutom de piloter från samväldet som redan tjänstgjorde i RAF tillkom också nya divisioner från Polen och Tjeckoslovakien kompletterade med fransmän, belgare och frivilliga amerikaner.

### Fördel av hemmaplan

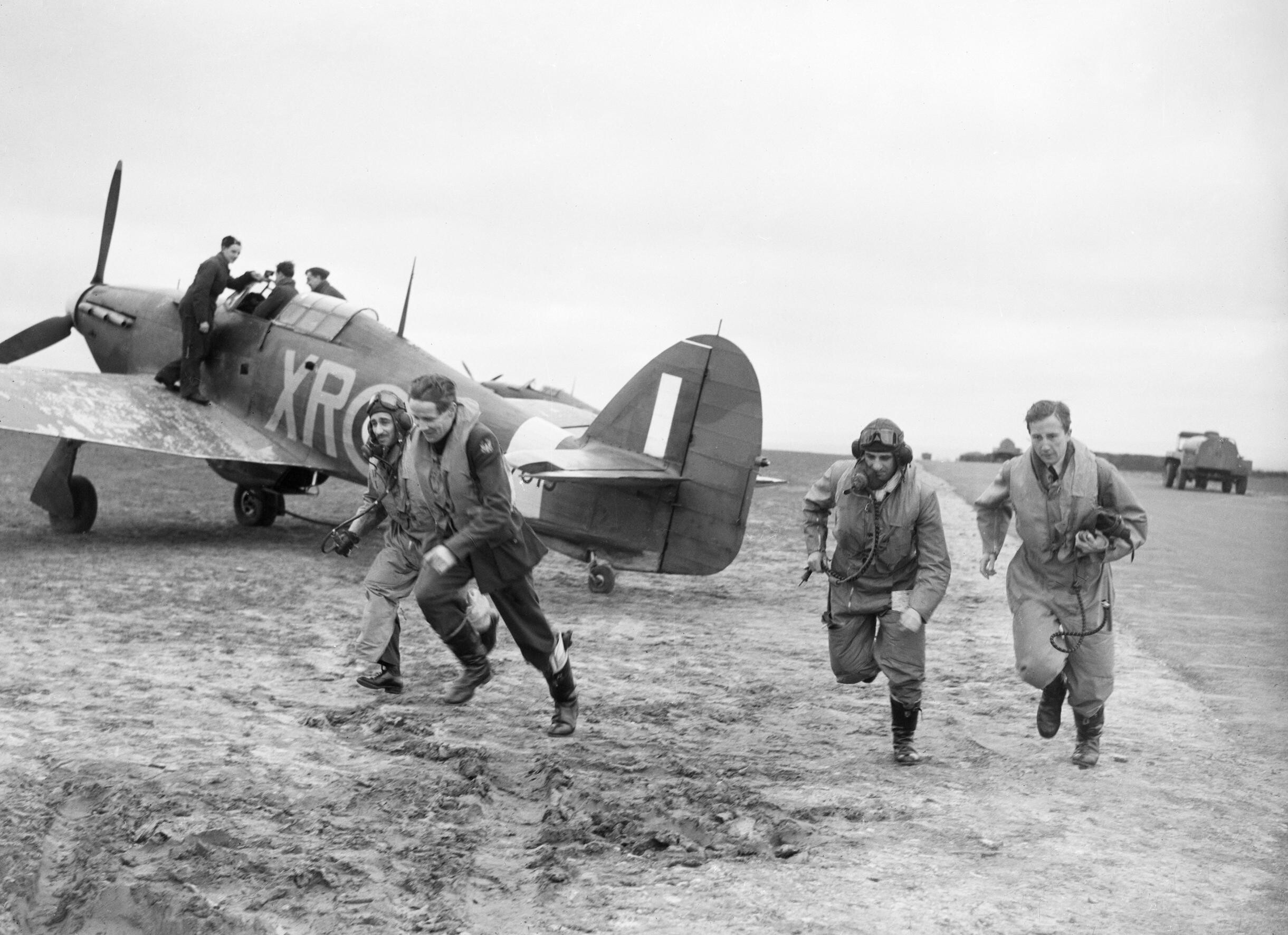
Piloter (amerikanska frivilliga ur 71 squadron) på väg till flygplanen vid s.k. scramble. Flygplanet på bilden är en Hawker Hurricane. Bilden är tagen i mars 1941, året efter slaget.

En fördel som RAF hade i förhållande till Luftwaffe var att striderna ägde rum över eget territorium. Piloter, som räddade sig genom att lämna sina plan med fallskärm hamnade i sitt eget land och kunde vara i tjänst igen efter några timmar. Dessutom kunde brittiska piloter lägga en större del av sin totala flygtid på strid jämfört med tyskarna som måste beräkna sitt flygbränsle så att det räckte till retur till tyskt territorium. För tyska besättningar, som hoppade över brittiskt territorium, innebar det hela att de hade att vänta krigsfångenskap och ett uthopp över Engelska kanalen medförde oftast drunkning eller tillfångatagande. I de tyska leden började en kanalsjuka att sprida sig – en form av stridströtthet.

### Tysk desperation
Trots allt detta var Luftwaffe på väg att vinna kampen om flygfälten. Ytterligare två veckor av samma obehagliga medicin för RAF hade fått till följd att de tvingats att dra tillbaka sina flygförband från södra England. Det stod tydligen inte klart för den tyska flygledningen, som såg sina bombplansstyrkor sakta vittra ned och började känna desperation för att kunna följa den ursprungliga tidtabellen. De kunde inte förstå hur RAF hela tiden kunde få sina jaktplan till de platser där de bäst behövdes och varför de inte redan hade kollapsat. Något radikalt måste göras för att tvinga RAF till en slutlig strid.

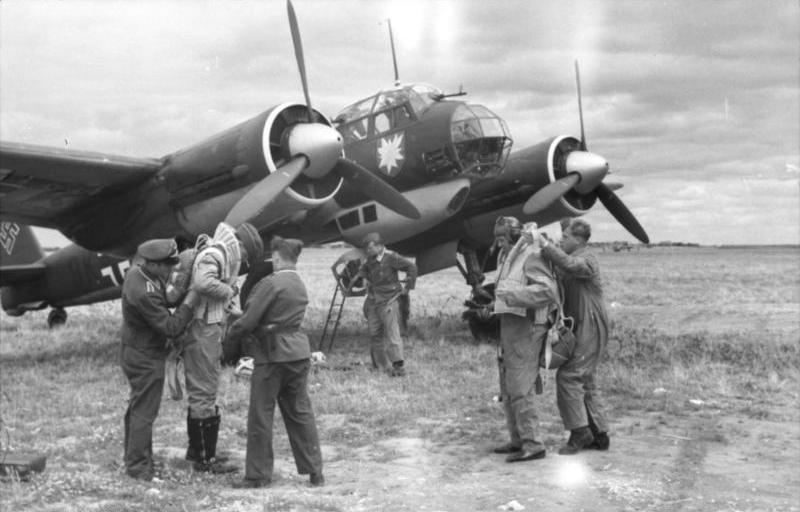
Besättning och markpersonal ur Luftwaffe förbereder start av ett bombplan av typen Junkers Ju 88.

### Blitz av misstag
Adolf Hitler hade ursprungligen förbjudit Luftwaffe att bomba själva London. Den 4 september drog han tillbaka detta förbud. Anledningen var att natten mellan  25 och 26 augusti hade RAF genomfört en bombning av Berlin, en hämnd för att en tysk bombstyrka oavsiktligt bombat London. Räden mot Berlin sårade Görings stolthet – han hade ju själv lovat att ingen bomb skulle någonsin träffa den tyska huvudstaden, ”Då får ni kalla mig Meyer”. Kesselring såg chansen att ändra strategi och övertalade riksmarskalken att anfalla London, medan Sperrle förordade fortsatta anfall mot flygfälten. Kesselrings motiv var att få Storbritanniens befolkning att bli panikslagen och att få den att ge upp eller att i alla fall få upp de sista 50 Spitfire-planen i luften så att man skulle kunna utplåna dem.

### Terrorbombning av London

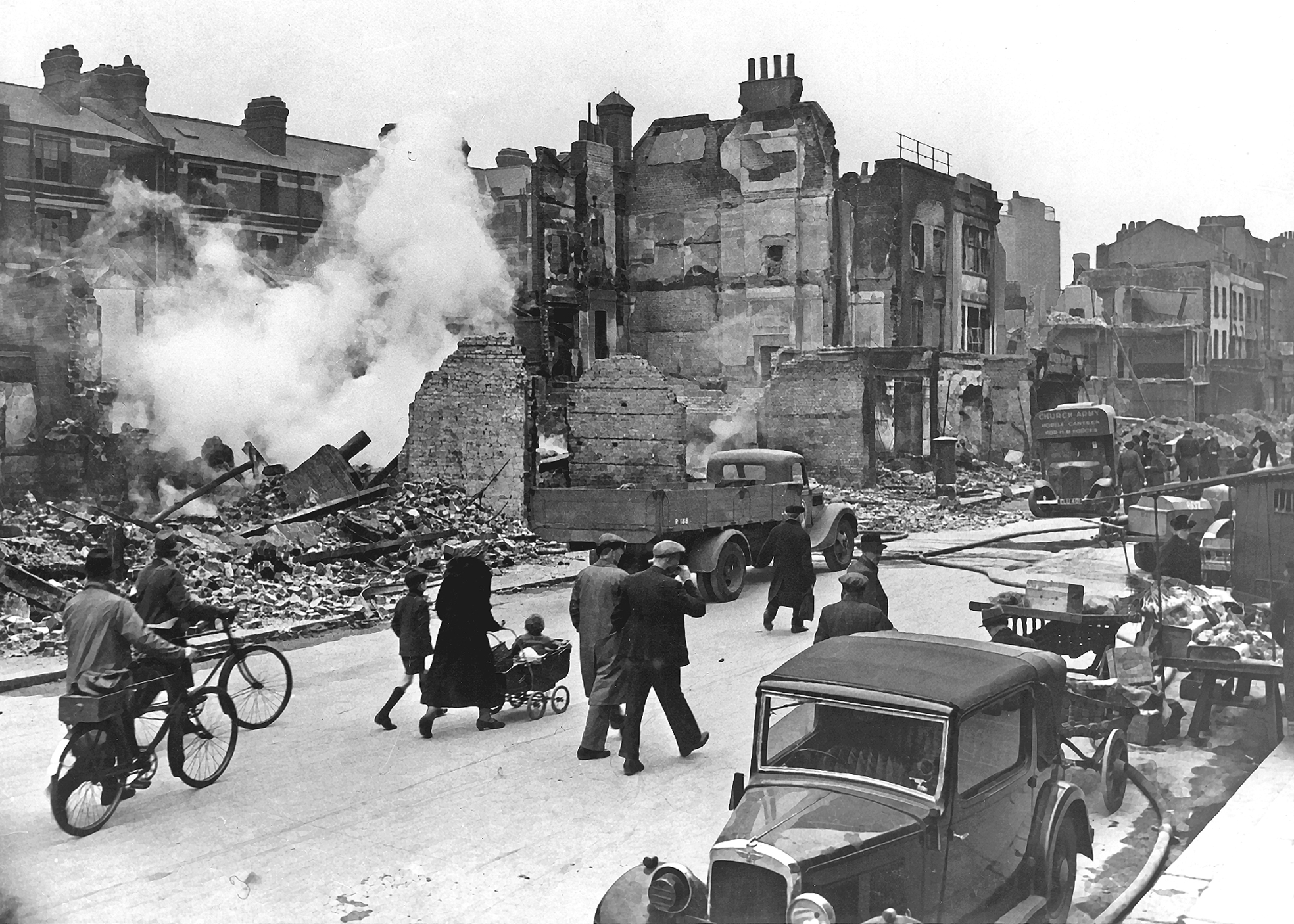
London efter bombningen.

Den första London-räden under den så kallade blitzen genomfördes 7 september och riktades mot hamnen och dockorna i huvudstadens East End. De kommande dagarna kom ytterligare omfattande anfall riktade mot dockorna men även totalt slumpmässigt. Som Kesselring förutspått kom RAF upp men i långt större antal än de hade trott (hoppats?). De tyska piloterna blev rejält skakade av motståndet. Anfallen mot London fortsatte varigenom sektorstationernas flygfält och ledningsstaber fick en välbehövlig andningspaus och detta var vändpunkten.

### Bristande jakteskort
En viktig detalj i skeendet var att avstånden för anfallen mot London blev längre. De eskorterande Me 109, som hade en relativt bränsletörstig motor, hade bränsle för endast cirka 10 minuter över London innan de måste återvända, om de över huvud taget skulle nå tillbaka. Därmed lämnades bombplanen helt oförsvarade och resultatet var ett antal katastrofala räder, som ledde till de största förlustsiffrorna för de tyska bombplanen den 15 september. Operation Seelöwe inställdes definitivt 19 september, men slaget om Storbritannien var för den skull inte över. Offensiven i dagsljus fortsatte i någon mån ända tills årets slut och jaktplan med längre aktionsradie utrustades med bomber för nålsticksoperationer i hela södra England, men huvuddelen av verksamheten var nattliga räder mot London och andra städer. Från oktober 1940 till starten av Operation Barbarossa beräknas Luftwaffe ha genomfört ca 40 000 flyguppdrag.

### Förlusterna
Under den tid som slaget pågick gjorde båda sidor starkt överdrivna påståenden om antalet nedskjutna fiender. Generellt sett var siffrorna två till tre gånger de verkliga. Analys som gjorts efter kriget har kunnat fastställa att RAF under tiden juli till september förlorade sammanlagt 
- 1 023 jaktplan, 376 bombplan och 148 kustförsvarsplan.

För Luftwaffe var siffrorna
- En nedskjuten Heinkel He111 som har kraschlandat i Norge, 1940.873 jaktplan och 1 014 bombplan.

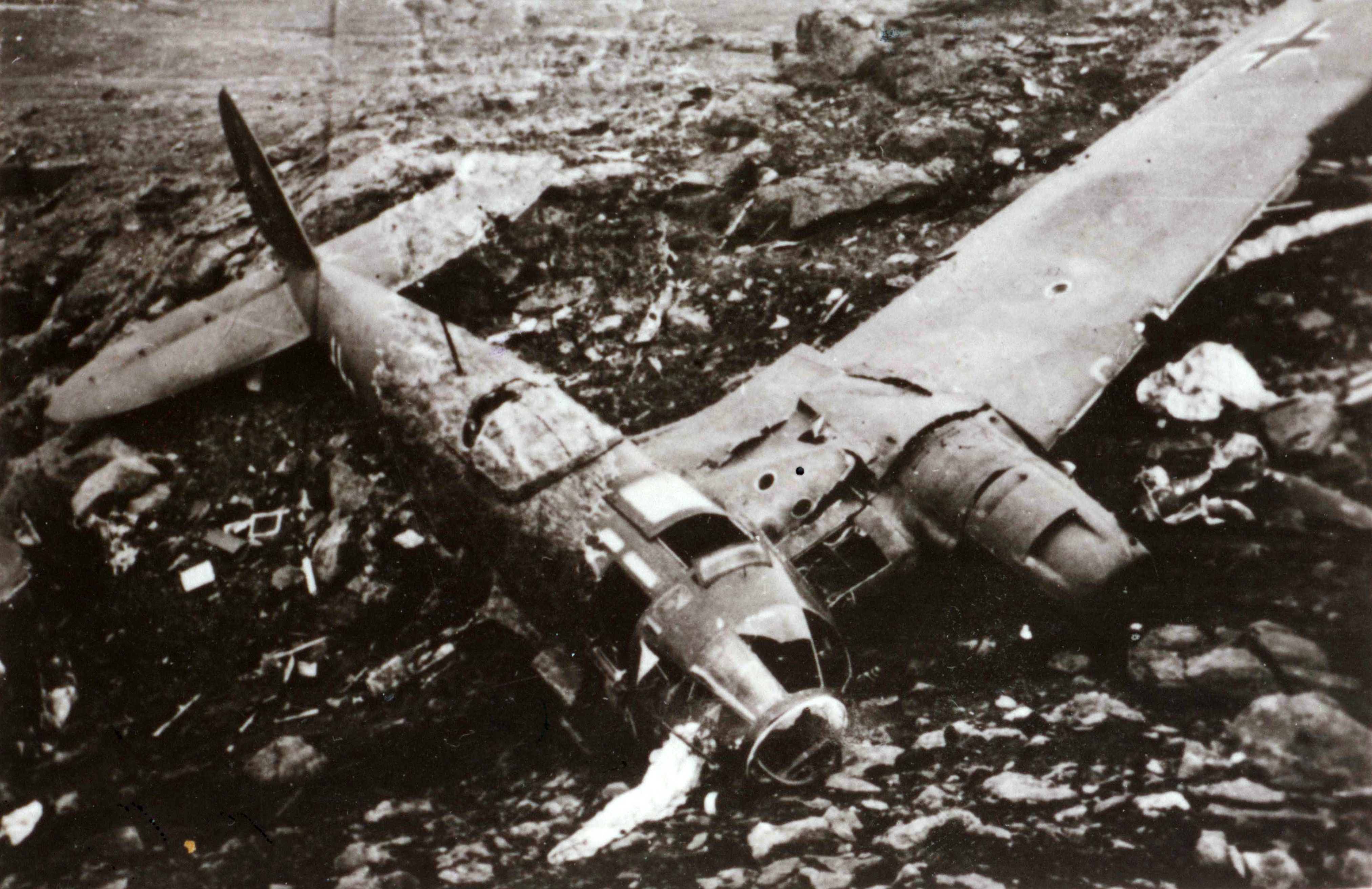
En nedskjuten Heinkel He111 som har kraschlandat i Norge, 1940.

Totalt var de civila förlusterna för Storbritannien från juli till och med december 1940 23 002 döda och 32 138 skadade. Det största antalet civila förluster var vid en räd 19 december 1940 varvid nära 3 000 personer omkom.

## Sammanfattning

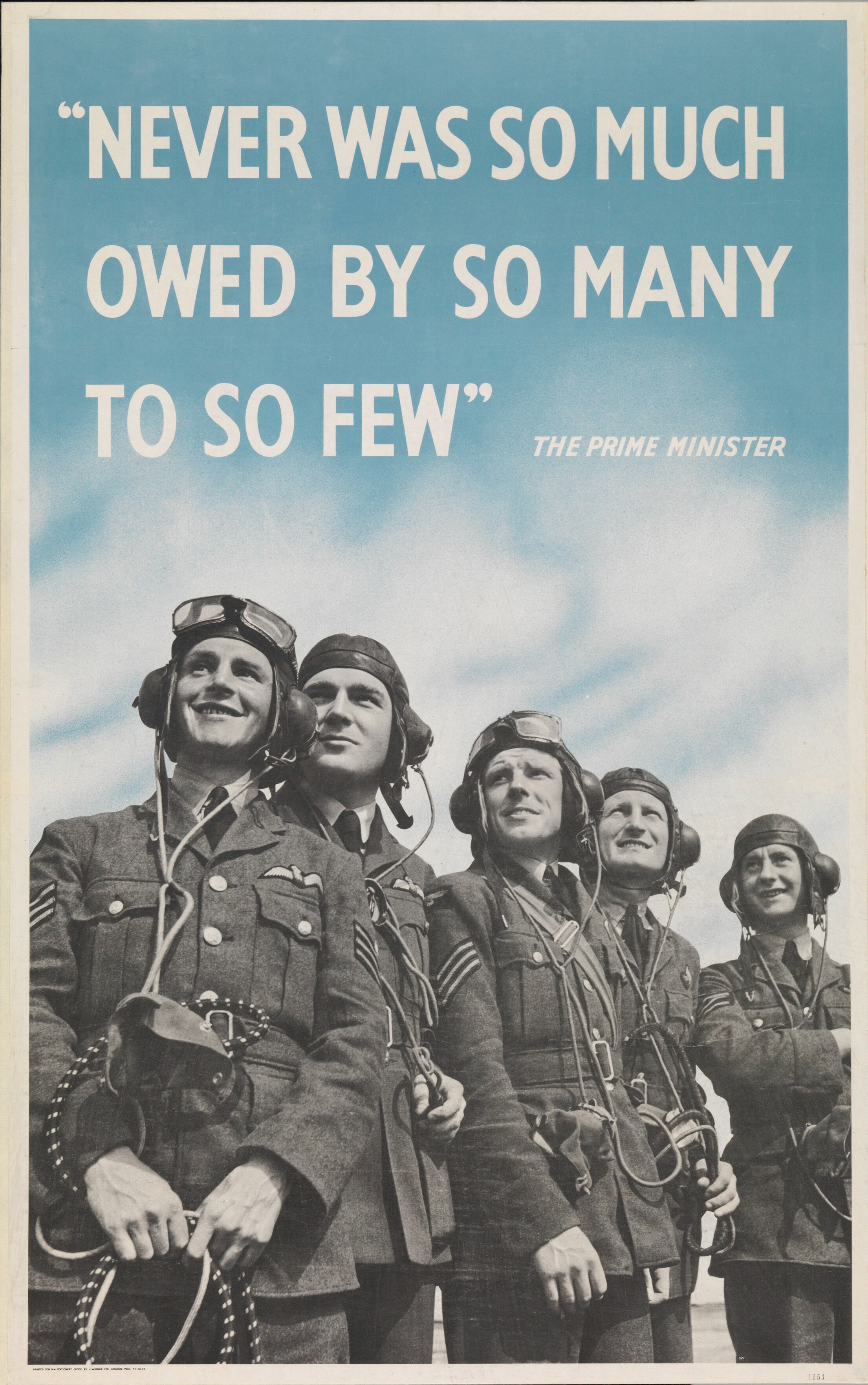
Aldrig förr har så många haft så få att tacka för så mycket.

### Brittisk seger
Totalt sett var slaget om Storbritannien en betydelsefull brittisk seger. Oavsett att antalet deltagande stridande var lågt, skulle en seger för Tyskland sannolikt ha inneburit att kriget hade fått ett annat förlopp. Den brittiska segern betydde det första nederlaget för den tyska krigsmaskinen och det gav samtidigt en signal till den amerikanska opinionen att Storbritanniens öde ännu inte var beseglat – eller med Churchills ord: 
We shall fight on the seas and oceans, we shall fight with growing confidence and growing strength in the air, we shall defend our Island, whatever the cost may be. We shall fight on the beaches, we shall fight on the landing grounds, we shall fight in the fields and in the streets, we shall fight in the hills. We shall never surrender!
Vi ska strida på haven och oceanerna, vi ska strida med växande självförtroende och växande styrka i luften, vi ska försvara vår ö, hur högt än priset blir. Vi ska strida på stränderna, vi ska strida på landstigningsplatserna, vi ska strida på fälten och på gatorna, vi ska strida i bergen. Vi ska aldrig kapitulera!
Modern historieforskning menar, att slaget var omöjligt att vinna för Luftwaffe. Den numerära överlägsenheten var inte tillräcklig för att segra. Teorierna om den strategiska bombningen från tiden efter första världskriget, som räknade med en kollaps av den allmänna moralen höll inte. Även om RAF skulle ha tvingats att flytta sina förband till Midlands skulle den åtgärden ha varit möjlig och det har också visat sig att brittiska flygplan ersattes i en snabbare takt än de tyska. Sett ur synpunkten förlust av flygplan och erfarna piloter var händelserna ett slag, som Luftwaffe aldrig reste sig efter.

### Citatet

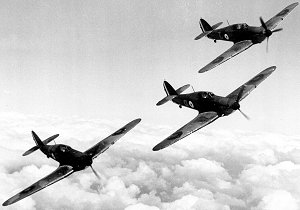
Tre stycken Hawker Hurricane ur Fighter Command, RAF. Hurricane var Fighter Commands arbetshäst.

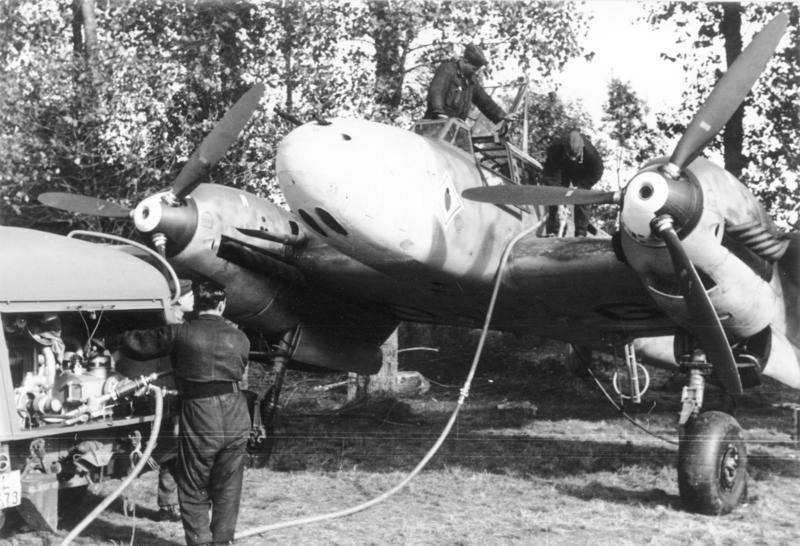
Markpersonal under klargöring av en Messerschmidt Bf110.

Premiärminister Winston Churchill sammanfattade följderna av striderna och uttalade en hyllning av RAF i ett tal i underhuset den 20 augusti 1940 bland annat med följande ord: Never in the field of human conflict was so much owed by so many to so few – ofta på svenska citerat Aldrig förr har så många haft så få att tacka för så mycket.

## De "få"
| Från                        | Antal | Varav stupade under slaget |
| --------------------------- | ----- | -------------------------- |
| Storbritannien              | 2 421 | 397                        |
| Övriga länder               | 524   | 110                        |
| Totalt                      | 2 945 | 507                        |
| Stupade senare under kriget | –     | 790                        |
| Stupade deltagare i slaget  | –     | 1 297                      |

| Härkomst                       | Antal piloter | Piloter stupade under slaget |
| ------------------------------ | ------------- | ---------------------------- |
| Storbritannien, RAF            | 1 822         | 339                          |
| Storbritannien, Flottans flyg  | 56            | 9                            |
| Polen                          | 141           | 29                           |
| Kanada                         | 88            | 20                           |
| Tjeckoslovakien                | 86            | 8                            |
| Nya Zeeland                    | 73            | 11                           |
| Belgien                        | 26            | 6                            |
| Australien                     | 21            | 14                           |
| Sydafrika                      | 21            | 9                            |
| Frankrike Fria franska flygare | 13            | 0                            |
| Irland                         | 8             | 0                            |
| USA                            | 7             | 1                            |
| Sydrhodesia                    | 2             | 0                            |
| Palestina                      | 1             | 0                            |

## Sektorfält

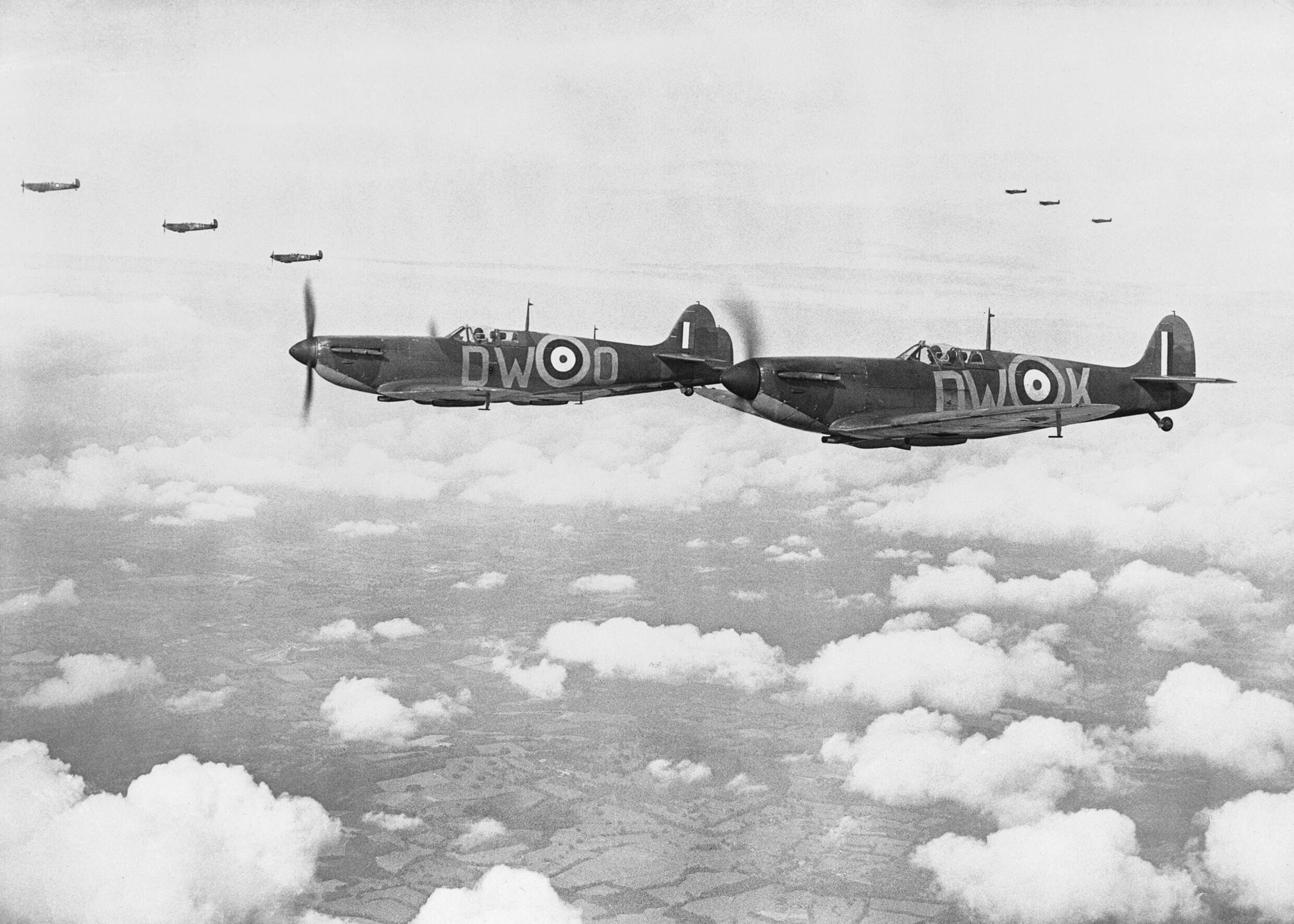
En formation Spitfire Mk I ur 610th Squadron, baserade på Biggin Hill i juli 1940.

- 10:e eskadern – chef generalmajor (Air Vice Marshal) sir Quintin Brand

- - Middle Wallop med flygplanstyperna Hurricane, Spitfire, Blenheim och Beaufighter
  - Filton med Hurricane
  - Dessutom 7 satellitfält

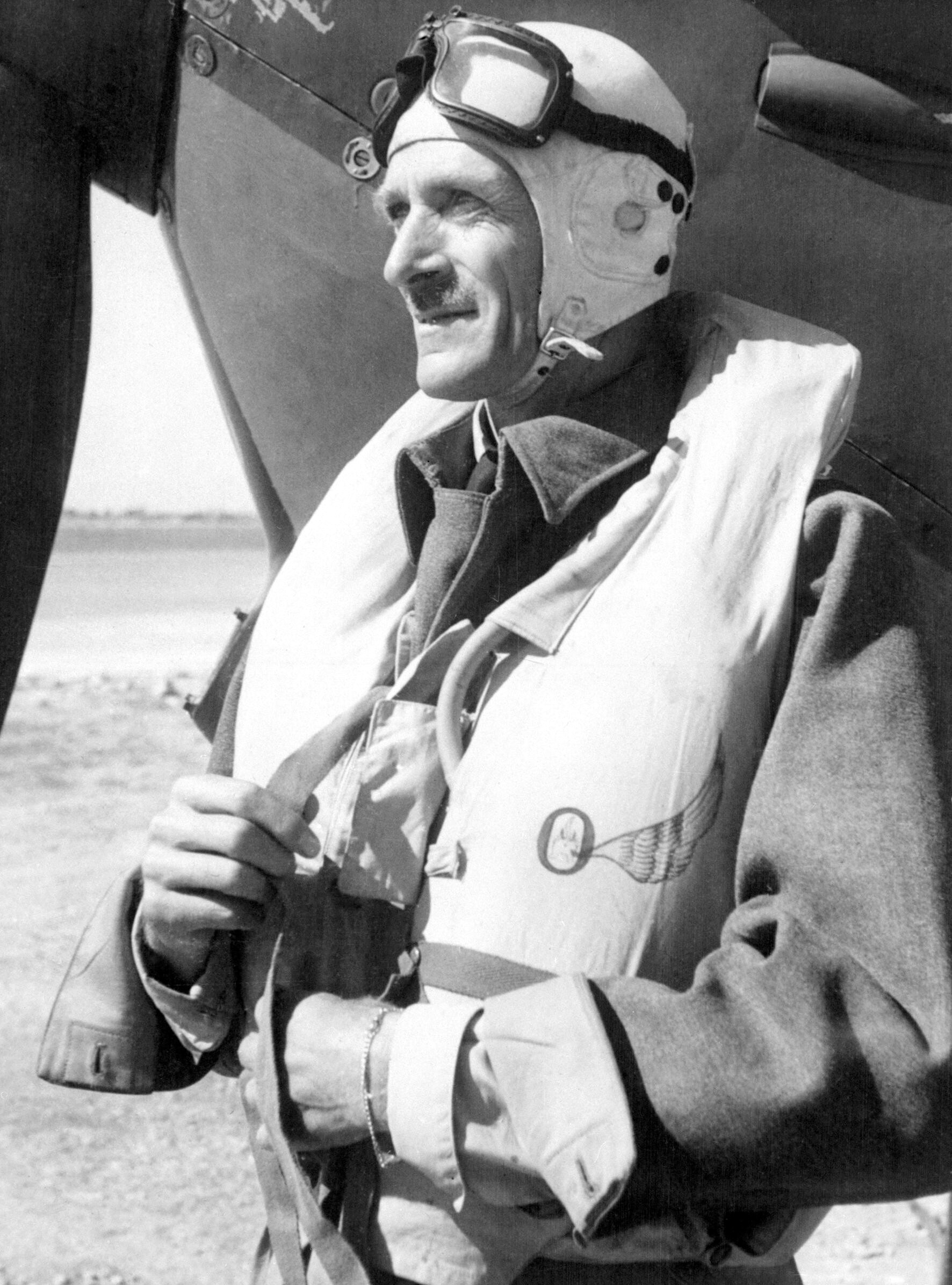
Air Vice Marshal Sir Keith Park.

- 11:e eskadern – chef generalmajor (Air Vice Marshal) sir Keith Park

- - Biggin Hill med flygplanstyperna Spitfire och Hurricane (under en vecka även Defiant en division)
  - Debden med Hurricane och Blenheim och Beaufighter (en division efter 8 oktober)
  - Hornchurch med Spitfire samt en division Blenheim och Beaufighter
  - Kenley med Hurricane och Spitfire
  - Northolt med Hurricane och en division Spitfire
  - North Weald med Hurricane och en division Blenheim och Beaufighter
  - Tangmere med Hurricane och en division Spitfire
  - Dessutom 17 satellitfält

- 12:e eskadern – chef generalmajor (Air Vice Marshal) sir Trafford Leigh-Mallory

- - Church Fenton med Hurricane
  - Digby med Hurricane och Blenheim (en division) samt Spitfire (en division från 10 oktober)
  - Duxford med Hurricane, Defiant och Spitfire
  - Kirton-in-Lindsey med Spitfire, Hurricane och Defiant
  - Wittering med Spitfire
  - Dessutom 4 satellitfält

- En formation med Dornier Do17 bombplan över norra Frankrike, 1940.

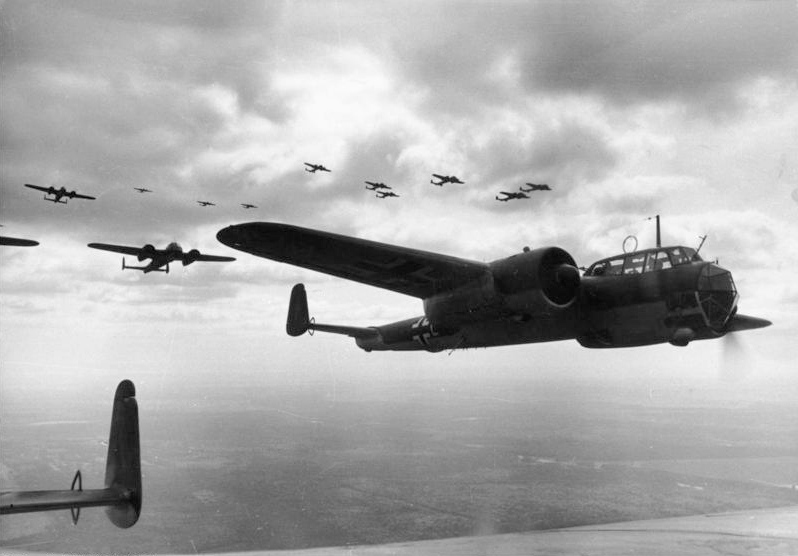
En formation med Dornier Do17 bombplan över norra Frankrike, 1940.

13:e eskadern – chef generalmajor (Air Vice Marshal) Richard Saul
- - Acklington med Spitfire och Hurricane
  - Dyce med Defiant, Blenheim och Hurricane
  - Turnhouse med Spitfire, Hurricane och Defiant
  - Usworth med Hurricane
  - Wick med Hurricane
  - Dessutom 5 satellitfält